# Niederrheinische Künstlergilde
Die Niederrheinische Künstlergilde war eine Künstlergruppe, die von 1945 bis in die 1970er Jahre in Krefeld existierte.

## Geschichte
Gründungsmitglieder waren Karl Görgemanns (1890–1968), Heinz Kaumanns, Wilhelm Röttges (1879–1960), Edith Strauch (1920–2008), Erika Zimmermann (* 1910) und Richard Zimmermann (1881–1956) sowie Heinz von der Way, der 1949 den Vorsitz übernahm. Die meisten waren ehemalige Schüler der Handwerker- und Kunstgewerbeschule Krefeld, viele von ihnen Schüler des Zeichenlehrers Richard Zimmermann. Wenig später stießen Eugen Becher (* 1898), Hermann Joseph Kampendonk (1909–1994, Neffe von Heinrich Campendonk) und Benno Scheidt (1901–1982) hinzu.
Im Unterschied zu der ebenfalls 1945 gegründeten Künstlergruppe 45 Krefeld war die Künstlergilde programmatisch nicht festgelegt, es dominierten aber Maler und Bildhauer mit traditionellen Kunstanschauungen sowie heimat- und naturverbundenen Sujets. Bereits 1946 richtete sie Ausstellungen aus. Im August 1947 folgte durch Vermittlung des Kulturamtes der Stadt Viersen eine größere Ausstellung mit rund 90 Arbeiten in der Festhalle Viersen, die mit einer großen Feier, dem Auftritt eines Streichquartetts und einer Ansprache des Bürgermeisters eröffnet wurde. Neben den ersten Mitgliedern waren aus Krefeld noch Wilhelm Brandenberg, Jakob Hans Melchers (* 1890) und Donhuysen vertreten, ferner Matthias Derix (1845–1950) aus Süchteln, Franz Deselaers (1912–1989) aus Hüls, Hugo Föller aus Viersen, Heinrich Gillessen (1910–1997) aus Brüggen und Hein Hoppmann (1901–1982) aus Rheinberg. Bald zählte die Gilde 28 Mitglieder.
Auf der Ausstellung Niederrheinische Malerei und Plastik der Gegenwart im Dezember 1948 im Kaiser-Wilhelm-Museum, bei der eine Jury unter dem Vorsitz von Paul Wember die Exponate auswählte, war die Künstlergilde nur durch Edith Strauch, Erika Zimmermann und Wilhelm Brandenberg vertreten, während die Künstlergruppe 1945 mit vierzehn Teilnehmern die Hälfte der vertretenen Künstler stellte. Dieser Trend der Auswahl setzte sich zur Ausstellung Niederrheinische Kunst im Jahr 1949 fort. Daraufhin stellte der Gastwirt Heinrich Korff im Wissen um die Notlage vieler Künstler seine Räumlichkeiten im Gasthaus Königshof kostenlos für eine Weihnachtsausstellung von neun Künstlern der Gilde zur Verfügung.
In der Folge kam es bei einer Herbstausstellung in den Räumen der Ostwall-Passage zu einem Auftritt beider Krefelder Künstlergruppen. In der Ausstellung, die die Werke der Gruppen konfrontativ exponierte, um den Besuchern vor Augen zu führen, dass es sich um zwei unterschiedliche Strömungen des Krefelder Kunstschaffens handelte, war die Gilde mit zwölf und die Künstlergruppe 45 mit fünfzehn Künstlern vertreten.
In geselligem Rahmen traf sich die Künstlergilde allwöchentlich im Gasthof Königsburg. Eine jährliche Hauptversammlung wurde als fröhlicher Kegelabend abgehalten. Halbtagswanderungen, fachliche, literarische und musikalische Vorträge, auch Diavorträge mit Reiseberichten, festigten den gegenseitigen Kontakt. Ehepartner, Freunde und Gäste nahmen daran teil. Eine jährliche Gruppenausstellung in Krefeld und Umgebung gehörte ebenfalls zum Programm. Eine Besonderheit der Gruppe war das sogenannte „Schlachtfest“, bei der zwei oder drei Gruppenmitglieder ihre Arbeiten präsentierten, während die anderen die Arbeiten kritisch unter die Lupe oder auf die Schippe nahmen.
Auf Einladung von Paul Wember fand 1958 nochmals eine Ausstellung von zehn Malern und Bildhauern der damals 14-köpfigen Gilde im Kaiser-Wilhelm-Museum statt. In deren Einleitung formulierte Heinz von der Way, damals schon seit fast zehn Jahren Vorsitzender der Gruppe, dass die Gilde gerade durch ihre programmatische Freiheit einen guten Zusammenhalt gefunden hätte.
1965 feierte die Gilde ihr 20-jähriges Bestehen im Gasthof Königsburg. Im Mai des Folgejahres erinnerte daran eine Ausstellung in der Krefelder Textilingenieurschule. Das 25-jährige Jubiläum feierte das Kaiser-Wilhelm-Museum 1969 durch eine weitere Gruppenausstellung. Als Heinz von der Way 1973 gestorben war, wurde es allmählich still um die Gilde.